# Република Македонија на Европском првенству у атлетици у дворани 2013.
Македонија је учествовала на 32. Европском првенству у дворани 2013 одржаном у Гетеборгу, Шведска, од 28. фебруара до 3. марта. Ово је било седмо Европско првенство у дворани од 1994. године од када Македонија учествује самостално под овим именом. Репрезентацију Македоније представљао је један такмичар који се такмичио у трци на 60 метара.
На овом првенству представник Македоније није освојио медаљу, нити је оборио неки рекорд.

## Учесници
Мушкарци:
- Ристе Пандев — 60 м

## Резултати

### Мушкарци
| Атлетичар    | Дисциплина | Лични рекорд | Квалификације | Квалификације | Полуфинале           | Полуфинале           | Финале               | Финале  | Детаљи |
| Атлетичар    | Дисциплина | Лични рекорд | Резултат      | Место         | Резултат             | Место                | Резултат             | Место   | Детаљи |
| ------------ | ---------- | ------------ | ------------- | ------------- | -------------------- | -------------------- | -------------------- | ------- | ------ |
| Ристе Пандев | 60 метара  | 6,86 НР      | 6,95          | 7. у гр. 2    | Није се квалификовао | Није се квалификовао | Није се квалификовао | 20 / 22 |        |